# 3-hexină
3-hexina este un compus organică (alchină) cu formula chimică de structură C2H5-C≡C-C2H5.  Acest lichid incolor este cel mai comun dintre toți cei trei izomeri ai hexinei. Împreună cu 2-butina și difenilacetilena se folosește ca ligand în chimia organometalică.